# Фрідріх Баєр
Фрідріх Баєр (нім. Friedrich Bayer; 6 червня 1825, Бармен, тепер Вупперталь — 6 травня 1880, Вюрцбург) — засновник німецької хімічної та фармацевтичної компанії «Bayer».
Заснував фабрику з вироблення фарб «Фрідріх Баєр» разом з Йоганом Фрідріхом Вескоттом в 1863 році в Ельберфельді, процвітаючому місті в промислово розвиненій області Вупперталь.
Фрідріх Баєр змінив написання свого прізвища з Beyer на Bayer у двадцять років, завдяки рекламі, яку отримав торговець-шахрай з Лейпцигу з тим самим іменем. Фрідріх Баєр з Бармена побоювався, що погана репутація його тезки може завдати шкоди його бізнесу, а отже, змінив своє прізвище на Баєр.

## Життєпис
У часи процвітання текстильної промисловісті Фрідріх Баєр зростає як Nördlingen Silk Tiserands. У віці 14 років він став учнем у Барменському хімічному бізнесі, Wesenfeld & Co. Таме він вивчає основи хімії та дізнається про проблеми фарбування. З 20 років він починає маніпулювати натуральними барвниками. Через три роки він заснувує своє перше комерційне підприємство та створює розподільну мережу по всій Європі. Натуральні барвники, які він пропонує спочатку, усе ще витягуються з певних лісів та продають, через їх високу якість, у великих європейських столицях: Лондоні, Брюсселі, Санкт-Петербурзі та навіть у Нью-Йорці.
Відкриття неорганічної хімії у сфері виготовлення барвників та ринкових потенціалів, пов'язаних з цими відкриттями, також заохочують Фрідріха Баєра диверсифікувати свою програму з продажу. Анілінові кольори, що імпортують на початку (аніліновий синій і фуксін) перевершують природні кольори у їх чистоті.
Баєр експериментує з власним виробництвом і разом зі своїм пізнішим соратником, Йоганном Фрідріхом Вескоттом, з барвниками дьогтю. Їм вдається виробляти кольори, які значно перевершують попередні.
Успішна співпраця Вескотта та його партнера привела до заснування першого невеликого виробничого підприємства, а те, що пізніше стане Bayer AG, 1 серпня 1863 року називається «Friedr. Bayer і комп.» в місцевому комерційному реєстрі. Завдяки подальшим розробкам анілінових, фуксинових та алізаринових барвників засновникам компанії вдається значно розширити виробничі можливості компанії.
Коли Фрідріх Баєр помер у віці 55 років у 1880 році, він залишив успішний сімейний бізнес. Сини та зяті засновників (наприклад, Генрі Теодор Бьоттінґе) є партнерами та перетворюють компанію на відкриту компанію з обмеженою відповідальністю (за допомогою Deutsche Bank), доки вона не стане Bayer AG у юридичній формі.